# تیم ملی فوتبال نیووی
تیم ملی فوتبال نیووی نمایندهٔ کشور نیووی در مسابقات بین‌المللی است که زیر نظر فدراسیون فوتبال نیووی فعالیت می‌کند.
اولین بازی رسمی این تیم در تاریخ ۱ سپتامبر ۱۹۸۳ میلادی در برابر تیم ملی فوتبال پاپوآ گینه نو برگزار شده‌است.